# Cotoneaster verruculosus
Cotoneaster verruculosus är en rosväxtart som beskrevs av Friedrich Ludwig Diels. Cotoneaster verruculosus ingår i släktet oxbär, och familjen rosväxter. Inga underarter finns listade i Catalogue of Life.